# Ульріх Вессель
У́льріх Ве́ссель (нім. Ulrich Wessel; 9 січня 1946, Білефельд, Вестфалія, Пруссія, Британська зона окупації Німеччини — пом. 25 квітня 1975, Стокгольм, Королівство Швеція) — західнонімецький терорист, член ліворадикальної терористичної організації «Фракція Червоної Армії» (RAF).

## Життєпис
Народився 9 січня 1946 року у Білефельді в родині бізнесмена і мільйонера, що займався імпортом дорогоцінної деревини.
У 1975 році увійшов до складу «Командос Гольгера Майнса» — фактично терористичної групи під командуванням Зігфріда Гауснера у складі «Фракції Червоної армії», названої на честь одного з засновників організації Гольгера Майнса, що помер роком раніше внаслідок голодного протесту, влаштованого членами RAF під час ув'язнення.
24 квітня того ж року група влаштувала теракт у посольстві Німеччини у Стокгольмі, захопивши 12 заручників з вимогою звільнити 26 терористів-членів «Фракції Червоної армії». За дванадцять годин після захоплення будівлі вибухівка, 15 кілограмів тротилу, випадково вибухнула. Внаслідок вибуху і подальшого штурму будівлі силовими структурами загинули 2 заручники й один з терористів, сам Ульріх Вессель. Незапланований підрив вибухівки змусив його випустити з рук ручну гранату, внаслідок чого той загинув миттєво. Гауснер, що брав безпосередню участь у теракті і відповідав за монтаж вибухівки, був важко поранений і зазнав понад 40 % опіків тіла та пролому черепа й помер через десять днів у шпиталі в'язниці Штаммгайм.
У травні 1975 року Ульріх Вессель був похований на цвинтарі Святого Іоанна в Білефельді.

## Увічнення пам'яті
У 1991 році на місці убивства німецького політика Детлева Роведдера в Дюссельдорфі було знайдено лист-зізнання, в якому відповідальність за убивство на себе взяли «Командос Ульріха Весселя» (нім. Kommando Ulrich Wessel), загону терористів «Фракції Червоної армії», названі на знак солідарності і в пам'ять про нього.